# 平山雄
平山 雄（ひらやま たけし、1923年1月1日 - 1995年10月26日）は日本の医学者である。1981年にイギリス医学情報誌ブリティッシュ・メディカル・ジャーナルへ、「ヘビースモーカーの禁煙妻は肺がんリスクが高値：日本における調査結果」と題するいわゆる「平山論文」を発表した。
満州医科大学外科教授平山遠を父に、京都で生まれる。旧制第一高等学校を卒業し、1946年に満州医科大学を卒業後、厚生省国立公衆衛生院衛生技官を経て、1951年に医学博士を取得し、1951年から1952年にジョンズ・ホプキンス大学へ留学する。1963年から1964年はWHOでインドに勤務し、1965年から国立がん研究センター研究所疫学部長を務める。定年退職後の1985年に予防がん学研究所を設立し、所長として『禁煙ジャーナル』主宰兼禁煙活動家として活動し、1989年に第一生命保険より保健文化賞を受賞する。1995年にがんで死亡する。

## 著書
- ガンにならない健康食―私が食べて私が防ぐ
- ベータ・カロチン健康法―効果は「がん」だけではない!
- これがあなたの健康歩道―がん・老化は防げる
- 菜食・禁煙・がん予防―あなたの健康づくりはライフスタイルのバランスから
- 予防ガン学―その新しい展開
- ガン予防―その方法と対策（講談社現代新書511）